# Nazarchukita
La nazarchukita és un mineral de la classe dels fosfats.

## Característiques
La nazarchukita és un fosfat de fórmula química Ca₂NiFe3+₂(PO₄)₄, i és químicament similar a la yakubovichita. Va ser aprovada com a espècie vàlida per l'Associació Mineralògica Internacional l'any 2022, i encara resta pendent de publicació. Cristal·litza en el sistema ortoròmbic.
L'exemplar que va servir per a determinar l'espècie, el que es coneix com a material tipus, es troba conservat a les col·leccions del Museu Mineralògic Fersmann, de l'Acadèmia de Ciències de Rússia, a Moscou (Rússia), amb el número de registre: 5827/1.

## Formació i jaciments
Va ser descoberta a la pedrera de fosforita del complex Daba-Siwaqa, a la Governació d'Amman[ (Jordània), sent aquest l'únic indret de tot el planeta on ha estat descrita aquesta espècie mineral.